# Organische synthese
Organische synthese is het deelgebied van de organische chemie dat zich bezighoudt met het bereiden (synthetiseren) van organische chemische verbindingen, daarbij gebruikmakend van een breed scala aan organische reacties.

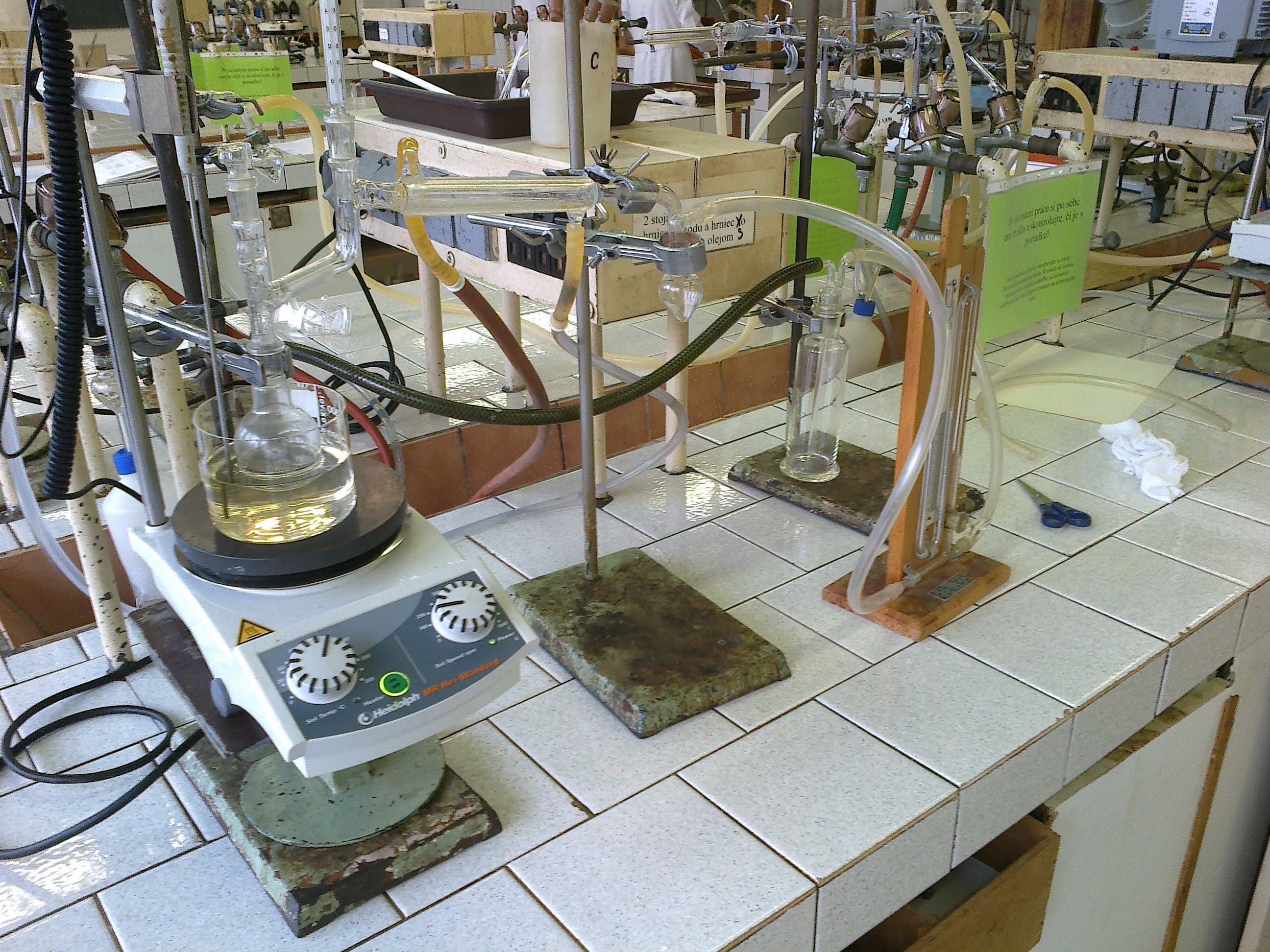
De praktische uitvoering van een vacuümdestillatie, een methode om het gesynthetiseerde product af te scheiden.

## Algemene beschrijving
Bij de organische synthese worden chemische bindingen tussen koolstofatomen onderling gemaakt en gebroken, en ook andere bindingen kunnen worden veranderd. Afhankelijk van het gewenste type binding zijn er grote aantallen chemische reacties die kunnen worden ingezet. De meeste reacties of syntheses dragen de naam van het type verbinding dat wordt gevormd, of van de ontdekker/uitvinder van het betreffende reactiemechanisme.

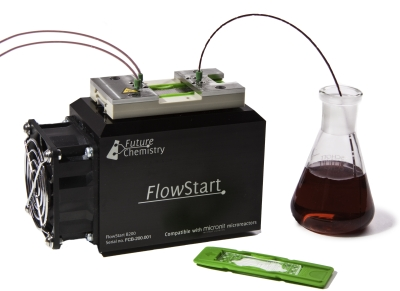
Organische synthese kan ook plaatsgrijpen in een zogenaamde microreactor, waarin de optimale reactieomstandigheden kunnen gewaarborgd blijven.

In de vroege jaren van de organische synthese, in de 19e eeuw, werden reacties vaak bij toeval ontdekt. Nu de onderliggende reactiemechanismen duidelijk zijn geworden, kunnen de juiste condities voor de verschillende reacties makkelijker worden gerealiseerd, en worden katalysatoren en hun mechanismen beter begrepen. De chemische industrie kan daardoor stoffen, bijvoorbeeld medicijnen, eenvoudiger, en daardoor goedkoper of milieuvriendelijker synthetiseren.
Bij een organische reactie treden (ongewenste) nevenreacties op; tussen twee stappen van een synthese moet een zuivering van het tussenproduct worden uitgevoerd, omdat het product van een reactie vrijwel nooit 100% zuiver is, en de bijproducten en/of uitgangsstoffen de volgende synthesestap in de weg kunnen zitten.
Voor de synthese van gecompliceerde verbindingen kunnen reacties op meerdere plaatsen van een reactant aangrijpen. In zo'n geval moet vaak een tussenstap worden ingelast om een functionele groep, die niet mag worden veranderd, te beschermen. Alternatief moet er naar een reactie worden gezocht die specifiek is voor de exacte groep die men wil laten reageren. De eenvoudige gebruikte reagentia en katalysatoren in de organische synthese kunnen dat vaak niet, anders dan enzymen in de biochemie. Ook stereo-isomeren zijn alleen met heel speciale zorg selectief te maken in de organische synthese.
Niet alleen een bepaalde syntheseroute, maar ook bijvoorbeeld de eventueel gebruikte oplosmiddelen bepalen de zuiverheid van een eindproduct, aangezien men er (zeker in het laboratorium) voor kiest een oplosmiddel te nemen dat vrijwel niet zal reageren met een van de reagentia.
Organische synthese wordt ingezet in de fijnchemie, om relatief kleine hoeveelheden (in de grootte-orde van milligrammen) van een stof te maken; bijvoorbeeld om medicijnen synthetisch te maken. Ook in de bulkchemie wordt veel gebruikgemaakt van organische synthese, bijvoorbeeld voor de synthese van monomeren als styreen of mono-urethaan, die de uitgangsstoffen vormen voor het maken van synthetische polymeren.

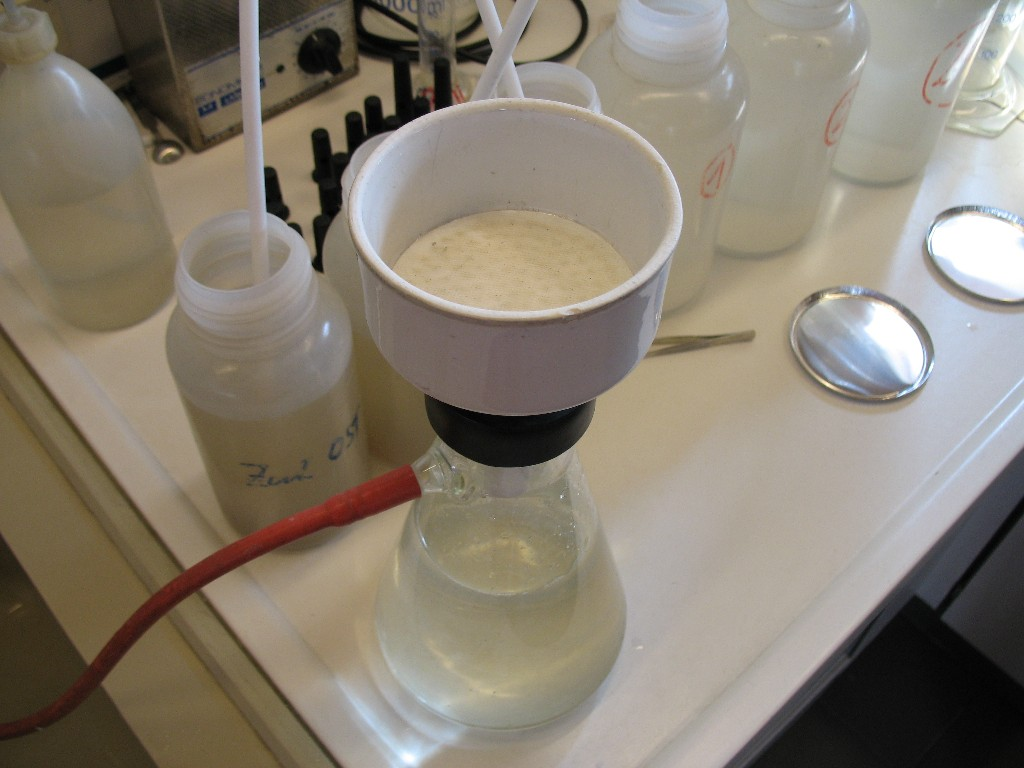
Een Büchnerfilter zoals die in het laboratorium wordt gebruikt bij de filtratie van suspensies of neerslagen uit een oplossing.

## Procedures in de organische synthese
Voorbeelden van vaak uitgevoerde procedures in de organische synthese zijn:
- ringsluiting
- decarboxylering
- oxidatie
- elektrofiele additie op een alkeen of alkyn met waterstofgas (hydrogenering) of halogeen (halogenering).
- hydrolyse (hydrolyse van een ester levert een carbonzuur en een alcohol of  een suiker)
- verestering
- elektrofiele aromatische substitutie op een aromatische ring met een elektrofiel deeltje, bijvoorbeeld aromatische nitrering waarbij het nitroniumion als elektrofiel optreedt.

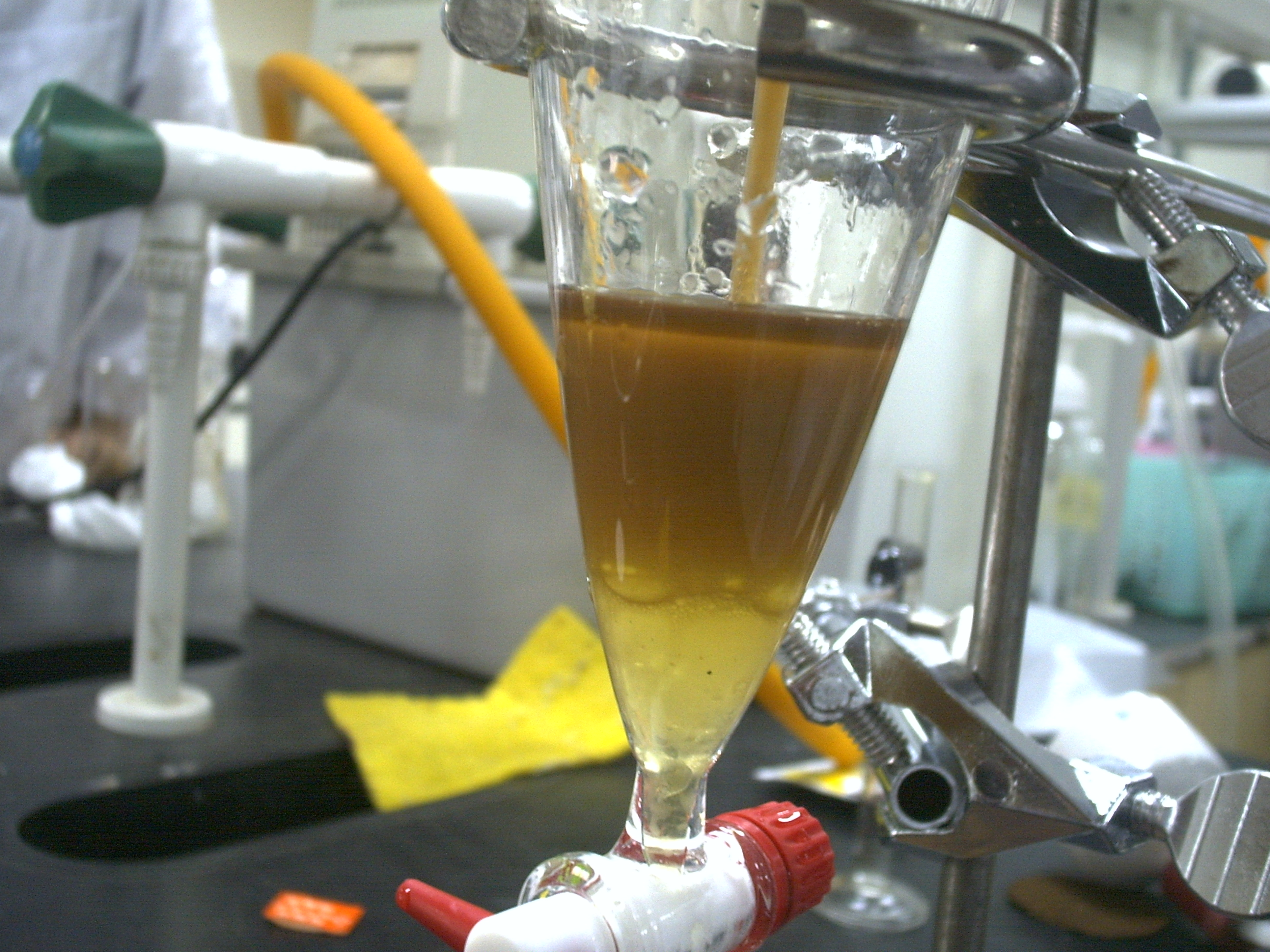
Een vloeistof-vloeistofextractie wordt uitgevoerd in een scheitrechter en is bedoeld om het gesynthetiseerde product selectief naar een ander oplosmiddel over te brengen.

## Praktische uitvoering

### Algemeen
De meeste reacties vinden plaats in een oplosmiddel. Deze hebben doorgaans een laag kookpunt, en omdat sommige reacties onder hogere temperaturen moeten doorgaan wordt gebruikgemaakt van een terugvloeikoeler (doorgaans een bolkoeler of een Grahamkoeler), die boven op het reactievat wordt geplaatst. Op die manier wordt verlies van vluchtig reagens of oplosmiddel tegengegaan. De opstelling wordt een refluxopstelling genoemd. Het reactievat bestaat doorgaans uit een rondbodemkolf met één of meer halzen of een erlenmeyer met aangepast slijpstuk.

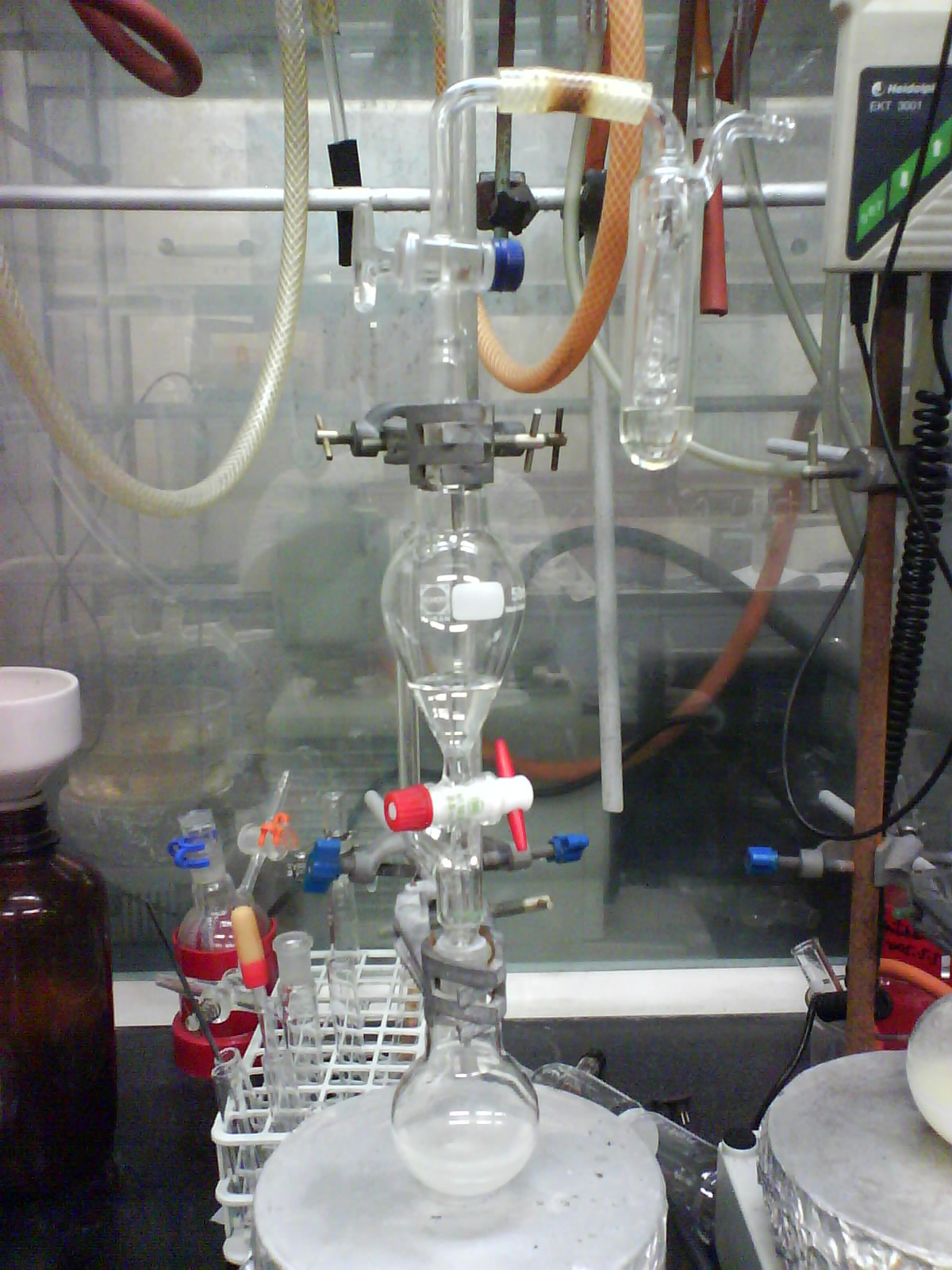
Een typische opstelling waarbij een reagens via een druppeltrechter in een kolf met een ander reagens wordt toegevoegd.

### Toevoegen van reagentia
Meestal worden de reagentia individueel toegevoegd. Daarom wordt er dikwijls gebruikgemaakt van een zogenaamde druppeltrechter om het reagens voorzichtig druppelsgewijs toe te voegen. Als het reagens een vaste stof is, zoals kaliumdichromaat als oxidator, dan wordt vooraf een oplossing gemaakt in een geschikt oplosmiddel (in het geval van kaliumdichromaat is dat een mengsel van zwavelzuur en water). In sommige gevallen wordt - wanneer de reactie onder inerte atmosfeer wordt uitgevoerd - gebruikgemaakt van een tweenekkolf. Deze bezit twee cilindrische halzen, waarvan de grootste wordt aangesloten op een terugvloeikoeler en de kleinste voorzien wordt van een septum. Doorheen dat septum kan - zonder daarbij de interne inerte atmosfeer te verstoren - met behulp van een spuit en een naald reagens worden toegevoegd (al dan niet druppelsgewijs).

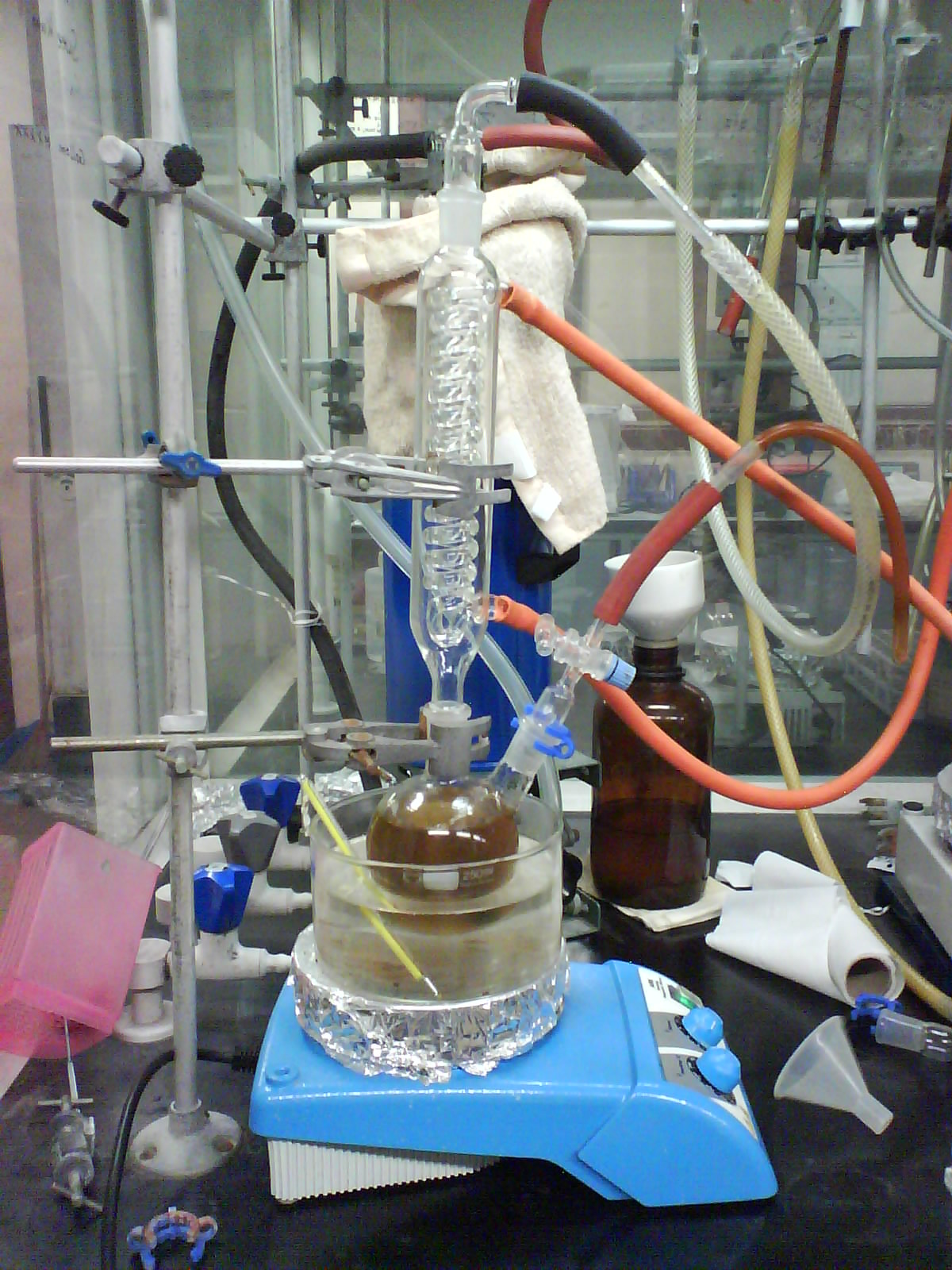
Het gebruik van een Graham-koeler bij het refluxen van tolueen met natriumbenzofenon. De aanwezigheid van de koeler zorgt ervoor dat het vluchtige tolueen niet verdampt uit het reactiemengsel.

### Scheiding en zuivering
Voor verdere zuiveringsstappen, zoals het verwijderen van vaste resten, wordt meestal gebruikgemaakt van een vacuümfilter (zoals een büchnertrechter), maar ook een op zwaartekracht werkende filter kan gebruikt worden om te filteren, mits het residu het filtraat makkelijk doorlaat. Andere vaak toegepaste zuiveringsmethoden zijn omkristallisatie en kolomchromatografie.
Omdat reacties doorgaans in (relatief vluchtige) oplosmiddelen worden uitgevoerd, is het tijdens het opwerken van het reactieproduct soms noodzakelijk een destillatie uit te voeren. Afhankelijk van de te synthetiseren stof, waarbij onder andere wordt gekeken naar de stabiliteit ten aanzien van temperatuur, de fase (vloeistof, vaste stof) waarin het product voorkomt en een mogelijk verschil in kookpunt, kunnen vaste stabiele eindproducten in organische oplosmiddelen eenvoudig en snel worden verkregen met behulp van een rotatie(film)verdamper. Indien er meerdere vloeistoffen in oplossing aanwezig zijn, waarbij de betreffende kookpunten te dicht bij elkaar liggen of apart moeten worden geïsoleerd, kan er gebruik worden gemaakt van gefractioneerde destillatie onder atmosferische druk of vacuümdestillatie. De laatste scheidingstechniek wordt onder hoog vacuüm toegepast indien vloeistoffen met een zeer hoog kookpunt dienen te worden gedestilleerd, hetgeen het gebruik van een oliepomp  vereist in combinatie met een koude val in vloeibaar distikstof of droogijs/aceton.
Het verwijderen van water uit een reeds afgefiltreerd product kan geschieden met behulp van een droogpistool. Wanneer een oplossing net gewassen is met een waterige oplossing, dan kan het organisch product gedroogd worden door toevoeging van watervrij magnesiumsulfaat of natriumsulfaat.